# Siviriez
Siviriez är en ort och kommun i distriktet Glâne i kantonen Fribourg, Schweiz. Kommunen hade 2 566 invånare (2023). Den 1 januari 2004 inkorporerades kommunerna Chavannes-les-Forts, Prez-vers-Siviriez och Villaraboud in i Siviriez.